# 回復訳聖書
回復訳聖書（かいふくやくせいしょ、The Recovery Version）リビング・ストリーム・ミニストリーより出版されたスタディー・バイブル。学習の補助としての脚注、アウトライン、印照聖句、図、地図などが盛り込まれている。脚注、アウトライン、印照聖句、図の著者はウィットネス・リーである。
回復訳の最初の訳は英語である。そして、他の言語の部分と完本がある。それらは、 中国語 (恢復本), スペイン語 (Versión Recobro), ポルトガル語 (Versão Restauração), ロシア語 (Восстановительный перевод), タガログ語(Salin sa Pagbabawi), セブ語, フランス語(Version Recouvrement), ドイツ語（Wiedererlangungs-Übersetzung), 日本語（回復訳）そして、韓国語 (회복역 성경)に訳されている。回復訳聖書（英語版）は1985年に最初に出版された。1999年版（英語版）は旧約聖書を含んでいる。2003年度版（英語版）は旧約聖書の脚注を含んでいる。日本語の脚注付き回復訳聖書は、新約聖書の初版が1995年、第二版が2009年、旧約聖書は2011年にJGW日本福音書房によって出版された。オンラインで読める日本語版回復訳（オンライン聖書 回復訳）は初版が用いられている。

## 特徴
- 各書の要約はテキストの中で始まっている
- 各書の歴史的背景の要旨が導入の情報に含まれている
- 各書の主題が書の概観を提供している
- 脚注と印照聖句
- 図表とカラー地図